# 王大年
王大年（？—1642年），字穉生，號羲叟，山东兖州府寿张县人。

## 生平
大年生三岁而孤，事母孝，事兄恭。万历三十七年（1609年）己酉科山东乡试举人，四十一年（1613年）癸丑科進士，初授汝阳县知县，吏事精敏，而不务严刻，士民畏而爱之。四十七己未入覲，泰昌元年十月考选，授云南道御史，极言大工靡费之弊，以规切冬官，望皇上轸念民艰，示天下以俭，倘营建可缓，不妨暂借内帑以充辽饷。疏救御史张慎言，以疏言稍激，夺俸半年。二年四月奉差巡视京、通二仓，后告归。四年以给事中李鲁生举荐，复除云南道御史，五年三月疏纠蓟辽总督吴用先，荐原任大理寺少卿范济世、南京大理寺寺丞谢启光、湖广按察使岳骏声、湖广布政使俞维宇。又巡视陕西茶马，七年八月以殿工加恩，加升太仆寺少卿，九月再按甘肃。崇祯二年二月，转任江西参政，四月以党附魏忠贤列名逆案，削籍为民。归里日以施予为事，修学宫，设义田。又遇岁祲，煮粥食人，时米价斗二千金，全活者甚众。崇祯十五年（1642年），清兵攻城，王大年佐有司守城，城破死节。

## 家族
其先登贤书者凡四世，曾祖王良臣，生员；祖父王宗夏，廪生。父王绍业，以明經贡入太学，母黄氏博通书史。